# Довгань, Виктор Васильевич
Виктор Васильевич Довгань (род. 27 февраля 1987, Москва) — российский хоккеист, защитник.

## Биография
Воспитанник ЦСКА, с сезона 2002/03 играл во второй команде. На драфте НХЛ 2005 года был выбран в 7-м раунде под общим 209-м номером клубом «Вашингтон Кэпиталз». Сезон 2006/07 провёл в фарм-клубе «Вашингтона» «Саут Каролина Стингрейс» в ECHL, сыграв также один матч за команду AHL «Херши Бэрс». После сезона, проведённого в ЦСКА, вернулся в «Саут Каролина Стингрейс». В октябре 2009 года «Вашингтон» расстался с Довганем.
В сезоне 2009/10 играл за «Зауралье», провёл 9 матчей за команду КХЛ «Автомобилист» Екатеринбург. Выступал в командах ВХЛ «Саров» (2010/11 — 2012/13), «Буран» (2013/14 — 2014/15), ТХК (2015/16), «Южный Урал» (2016/17).
Выступал в чемпионате Казахстана за «Арлан» (2017/18 — 2018/19) и «Бейбарыс» (2018/19).
Детский тренер в школе «Красная Машина Юниор».
По состоянию на 2011 год — жена Оксана, сын Илья (5 лет).